# 三溴化吡啶𬭩
三溴化吡啶𬭩 （又称吡啶鎓三溴化物）是一种有机化合物，由吡啶鎓阳离子和三溴阴离子组成。它也可以被看成是吡啶氢溴酸盐和溴 (Br2) 形成的配合物。该化学物质是固体，其反应性与溴相似。 它是一种强氧化剂，用于卤化反应中亲电体溴的来源。 对应的喹啉化合物有类似的性质。

## 制备
三溴化吡啶𬭩可以由吡啶氢溴酸盐和溴或溴化亚砜的反应制得。
PyHBr + Br2 → PyHBr3   （Py表示吡啶环）

## 性质
三溴化吡啶𬭩是一种红色晶体，不溶于水。

## 用处
三溴化吡啶𬭩是醚，酮和苯酚的溴化剂。作为一种稳定的固体，它可以更容易地处理和精确称重，特别是用于小规模反应的重要性能。该化学品的反应中的一个例子把 3-甾酮（1）溴化成 2,4-二溴胆甾烯酮（2）：